# Meredith Monk
Meredith Monk (* 20. listopadu 1942 New York) je americká hudebnice a skladatelka. Své první album s názvem Key vydala v roce 1971. Následovala řada dalších alb. Roku 1989 natočila film Book of Days. V roce 1991 byla uvedena její opera Atlas. Roku 1993 přispěla na tributní album A Chance Operation, věnované Johnu Cageovi. V roce 2003 uvedla své první symfonické dílo Possible Sky. Rovněž vystupovala ve filmu Uncle Meat hudebníka Franka Zappy.

## Diskografie
- Key (Increase Records, 1971 / Lovely Music, 1977 and 1995)
- Our Lady of Late (Minona Records, 1973 / wergo, 1986)
- Songs from the Hill/Tablet (wergo, 1979)
- Dolmen Music (ECM, 1981)
- Turtle Dreams (ECM, 1983)
- Do You Be (ECM, 1987)
- Book of Days (ECM, 1990)
- Facing North (ECM, 1992)
- Atlas: An Opera in Three Parts (ECM, 1993)
- Volcano Songs (ECM, 1997)
- Mercy (ECM, 2002)
- Impermanence (ECM, 2008)
- Beginnings (Tzadik, 2009), compositions from 1966 to 1980
- Songs of Ascension (ECM, 2011)
- Piano Songs (ECM, 2014)
- On Behalf Of Nature (ECM, 2016)
- Memory Game (Cantaloupe, 2020)[1]